# Alpha Magnetic Spectrometer
L'Alpha Magnetic Spectrometer (o, tradotto in italiano, lo Spettrometro Magnetico Alfa), anche denominato AMS-02, è un rivelatore utilizzato nella fisica delle particelle installato dal 19 maggio 2011 sulla Stazione spaziale internazionale. È progettato per la ricerca di nuovi tipi di particelle (antimateria, materia oscura, materia strana) tramite la misura ad alta precisione della composizione dei raggi cosmici. Le sue misure aiuteranno gli scienziati a capire le leggi alla base della formazione dell'universo e potranno fornire evidenza dell'esistenza di tipi di materia che non è possibile rivelare o produrre in laboratorio, come la materia oscura. Il responsabile della collaborazione internazionale al lavoro da 15 anni alla realizzazione di questo complesso strumento è il fisico delle particelle, già Premio Nobel, Samuel Ting del MIT/CERN. La collaborazione internazionale comprende 56 istituzioni di 16 paesi, con un contributo particolarmente importante dell'Europa. Il collaudo dell'intero esperimento nella configurazione di volo è stato realizzato nei laboratori dell'Centro europeo per la ricerca e la tecnologia spaziale (ESTEC) dell'ESA nei Paesi Bassi.
La spedizione al Kennedy Space Center in Florida si è conclusa il 26 agosto del 2010, mentre il lancio è stato eseguito con successo il 16 maggio 2011 con la missione STS-134 dello Space Shuttle.

## Storia
L'Alpha Magnetic Spectrometer è stato proposto nel 1995 (non molto tempo dopo la cancellazione del progetto per il Supercollisore Superconduttore) dal fisico delle particelle e Premio Nobel del MIT Samuel Ting. La proposta venne accettata e Ting divenne il ricercatore principale.

### AMS-01

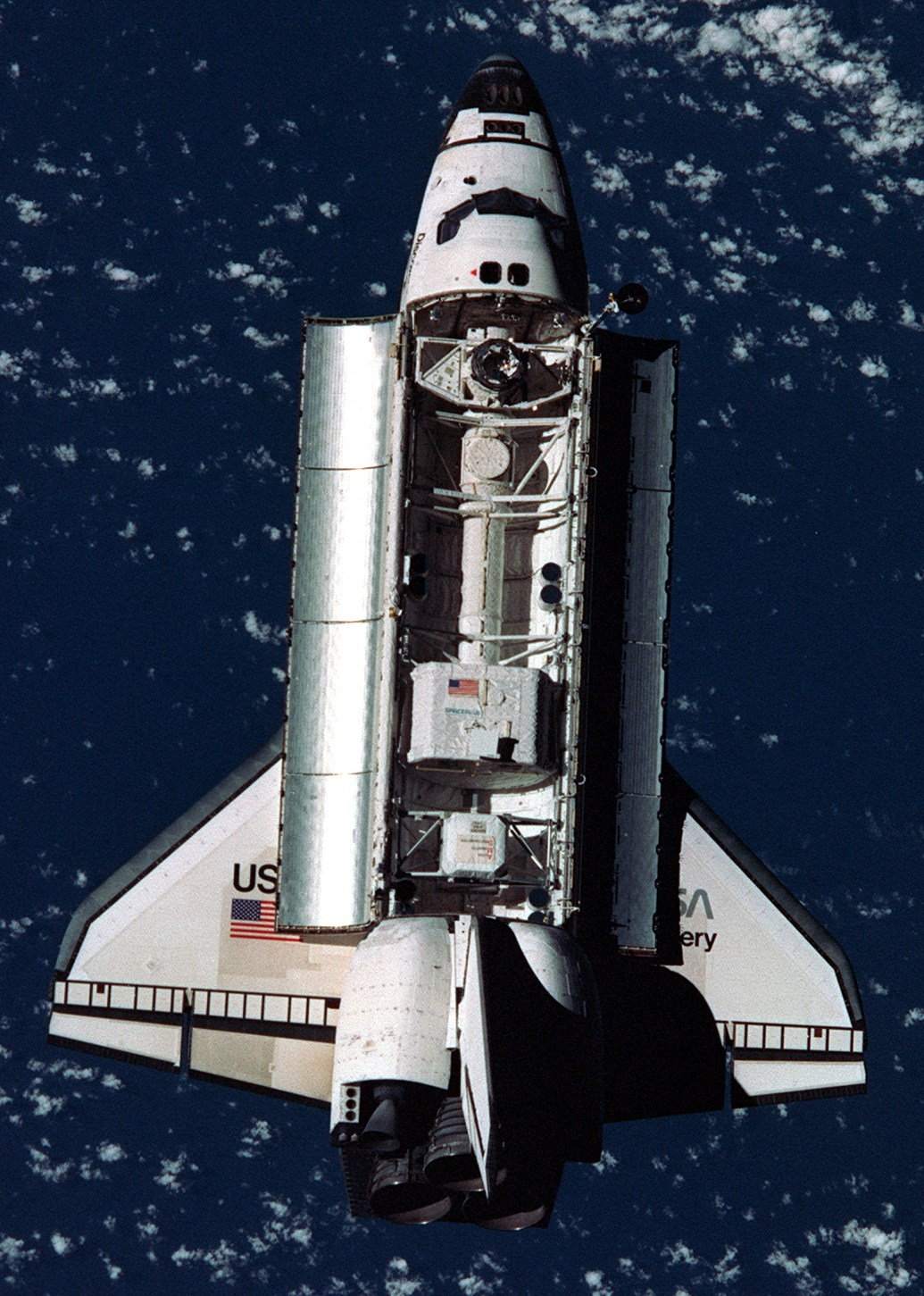
L'AMS-01 ha volato nello spazio nel giugno del 1998 a bordo dello Space Shuttle Discovery sul volo STS-91. È visibile vicino alla parte posteriore della baia di carico utile.

Un prototipo di AMS denominato AMS-01, una versione semplificata del rivelatore, venne costruito dal consorzio internazionale sotto la direzione di Ting e ha volato nello spazio a bordo della Space Shuttle Discovery con la missione STS-91 nel giugno del 1998. Sebbene l'AMS-01 non avesse rilevato nessuna traccia di antielio ha dimostrato comunque che nello spazio questo prototipo di rivelatore funzionava. Tale missione shuttle sarà l'ultimo volo verso la Stazione Spaziale Mir. La foto a fianco venne presa proprio dalla Mir.

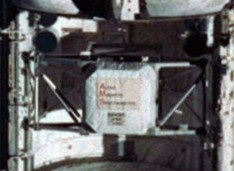
Un dettaglio del modulo AMS-01 (centro) montato nella stiva dello shuttle durante la missione STS-91.

### AMS-02

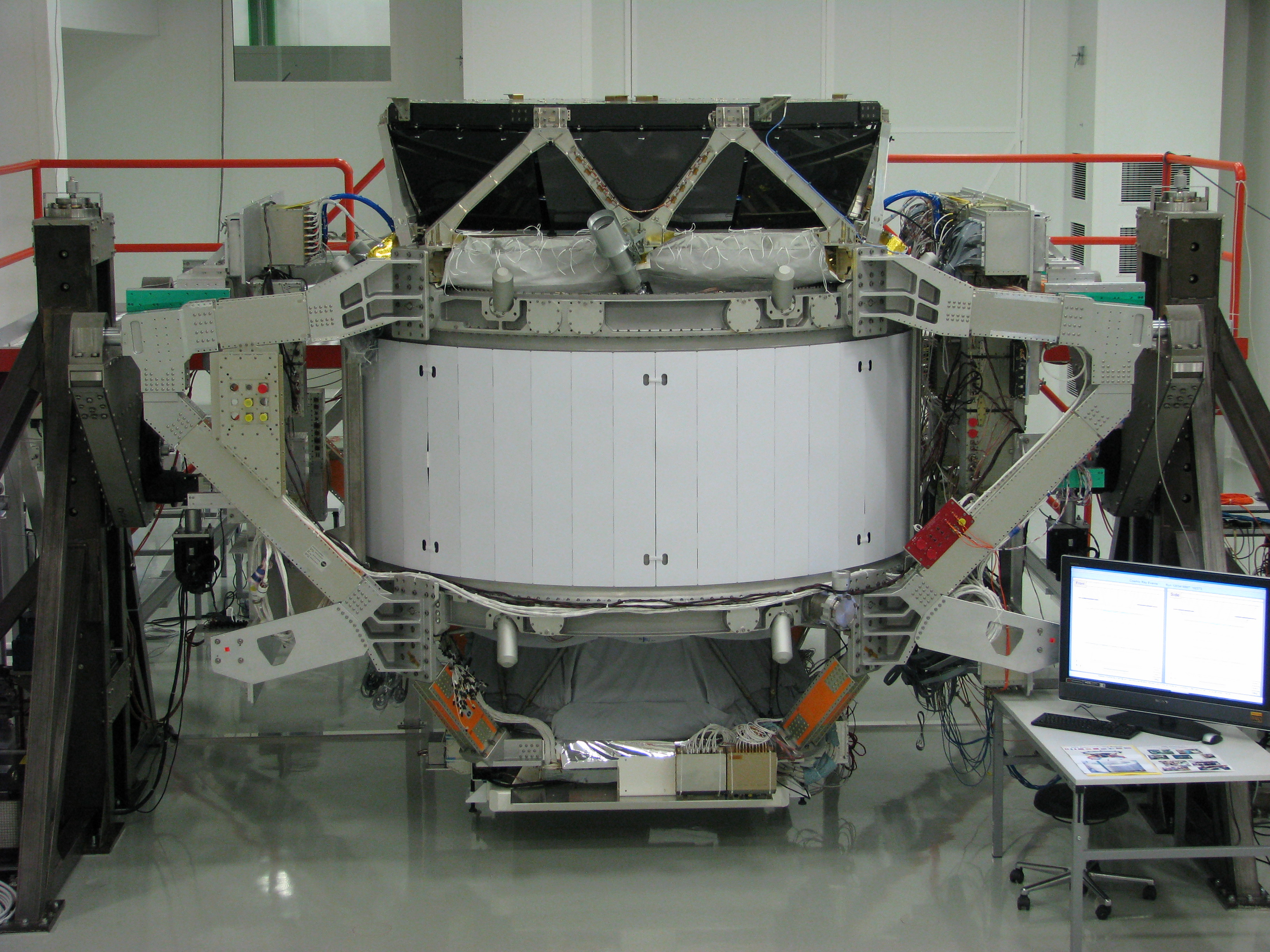
L'AMS-02 durante l'integrazione e la verifica a Ginevra.

Dopo il volo del prototipo, Ting inizia lo sviluppo del sistema di ricerca completo denominato AMS-02. Questo sforzo per lo sviluppo coinvolse il lavoro di 500 scienziati provenienti da 56 istituzioni e 16 paesi, organizzati sotto il patrocinio del Dipartimento per l'Energia Statunitense (DOE). Poiché si ritenne che i requisiti di alimentazione fossero troppo elevati per un veicolo spaziale indipendente, l'AMS-02 fu progettato per essere installato come modulo esterno sulla Stazione spaziale internazionale usando energia fornita della SSI. Il progetto successivo al disastro del Columbia è stato quello di fornire l'AMS-02 alla SSI per mezzo dello shuttle nel 2005, nella missione UF4.1 per l'assemblaggio della stazione, ma le difficoltà tecniche e i problemi di pianificazione della navetta hanno apportato molti ritardi.
L'integrazione finale dell'AMS-02 completata con successo e il collaudo operativo avvenne presso il CERN di Ginevra, in Svizzera, il quale prevedeva l'esposizione a potenti fasci di particelle nucleari generate dagli acceleratori di particelle del CERN. L'AMS-02 è stato poi spedito all'Centro europeo per la ricerca e la tecnologia spaziale (ESTEC) dell'ESA nei Paesi Bassi dove è arrivato il 16 febbraio 2010. Qui venne sottoposto a verifiche di vuoto termico, compatibilità elettromagnetica e interferenza elettromagnetica.
La consegna al Kennedy Space Center in Florida si è conclusa il 26 agosto del 2010,
Con l'amministrazione Obama che prevede di estendere le operazioni della Stazione Spaziale Internazionale oltre il 2015, è stata presa la decisione da parte della direzione dell'AMS di scambiare l'originale magnete superconduttore dell'AMS-02 con il magnete non-superconduttore del volo precedente sull'AMS-01. Anche se il magnete non-superconduttore ha una intensità di campo più debole, il suo periodo di tempo in orbita operativa alla SSI è previsto da 10 a 18 anni contro i solo 3 anni per la versione a superconduttore. Questo tempo aggiuntivo per la raccolta dati è stato ritenuto più importante rispetto ad avere una maggiore sensibilità.

## Gestione del programma
Le attività connesse con l'integrazione del carico utile, del lancio, e dello spiegamento dell'AMS-02 sono gestite dall'Alpha Magnetic Spectrometer Project Office al Johnson Space Center della NASA (Houston (Texas), U.S.A.)

## Spedizione e installazione sulla stazione spaziale internazionale

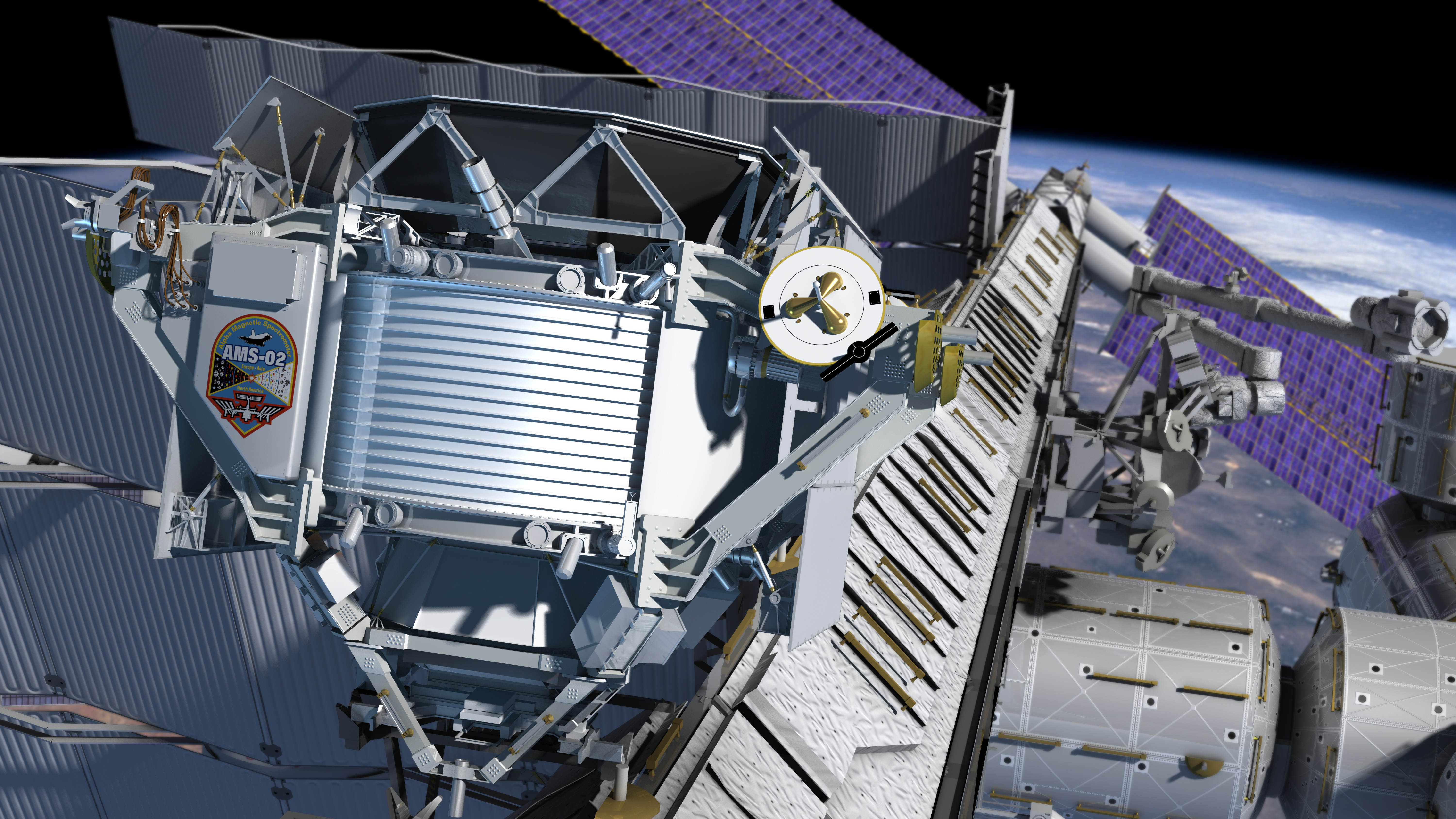
Immagine computerizzata che mostra l'AMS-02 montato per l'ISS S3 Upper Inboard Payload Attach Site.

L'AMS-02 è previsto per essere consegnato alla Stazione Spaziale Internazionale come parte della missione per l'assemblaggio della stazione ULF6 sul volo STS-134 dello shuttle. Rimosso dal vano di carico della navetta per mezzo del braccio robotico dello shuttle e trasferito tramite un braccio robotico della stazione per l'installazione, l'AMS-02 sarà montato sulla parte superiore dell'Integrated Truss Structure, sull'USS-02, il lato zenit del segmento S3 dell'intelaiatura (truss). Almeno un'attività extraveicolare (EVA) sarà richiesta per completare l'installazione, oltre che il rifornimento top-off all'ultimo minuto di elio superfluido nella baia di carico utile dello shuttle.
A gennaio 2020 lo strumento è stato sottoposto ad un complesso e pianificato intervento di riparazione, che ha comportato più di sei ore di attività extraveicolare effettuata dagli astronauti Luca Parmitano e Andrew Morgan. L'AMS-02 aveva perso due delle quattro pompe per il liquido refrigerante.

## Specifiche
- Massa: 14.809 lb (6717 kg) o 6731 kg (14.839 lb)
- Potenza: 2000–2500 watt
- Stima dei dati interni: 10 Gbit/s
- Stima dei dati di base: 2 Mbit/s
- Durata della prima missione: da 10 a 18 anni
- Magnete superconduttore originale: 2 bobine di niobio-titanio a 1,8 K che produce un campo centrale di 0,87 tesla[14]
- Il magnete del volo AMS-02 venne sostituito con la versione AMS-01 non-superconduttore per poter estendere la durata dell'esperimento.

## Costo
Nel 1999, dopo il successo del volo dell'AMS-01, il costo complessivo del programma AMS veniva stimato sui 33 milioni di dollari, con l'AMS-02 previsto per il volo per la Stazione spaziale internazionale nel 2003. Dopo il disastro del Columbia nel 2003, e dopo un numero di difficoltà tecniche per la costruzione dell'AMS-02, il costo stimato del programma lievita a circa 1,5 miliardi di dollari.
Il costo del programma venne criticato pesantemente nel periodo in cui sembrava che non avrebbe effettuato il suo volo.

## Progetto del modulo
Il modulo del rivelatore è costituito da una serie di rilevatori utilizzati per determinare diverse caratteristiche delle radiazioni e delle particelle che vi passano attraverso. Le caratteristiche sono determinate solo per le particelle che attraversano il rivelatore dall'alto in basso, mentre quelle che entrano con una qualsiasi altra angolazione vengono respinte. Dall'alto in basso i sottosistemi sono identificati come:
- Il rivelatore della radiazione di transizione misura le velocità delle particelle ad elevata energia;
- Il contatore del tempo di volo superiore, insieme al contatore del tempo di volo inferiore, misura le velocità delle particelle a bassa energia;
- Il tracciatore stellare (star tracker) determina l'orientamento del modulo nello spazio;
- Il tracciatore al silicio (silicon tracker) misura le coordinate delle particelle caricate nel campo magnetico;
- Il magnete superconduttore curva il percorso delle particelle caricate in modo che possano essere identificate;
- Il contatore anti-coincidenza respinge le particelle vaganti che entrano lateralmente;
- Il contatore del tempo di volo inferiore;
- Il rivelatore di Cerenkov a imaging ad anello misura la velocità delle particelle veloci con estrema accuratezza;
- Il calorimetro elettromagnetico identifica le particelle tramite il calore prodotto nelle collisioni con il rivelatore.

## Obiettivi scientifici
L'AMS-02 utilizzerà l'unico ambiente di spazio per aumentare la conoscenza della universo e portare alla comprensione delle sue origini tramite ricerche che riguardano l'antimateria, la materia oscura e le misurazioni effettuate sui raggi cosmici.

### Antimateria
La prova sperimentale indica che la nostra galassia è costituita di materia; tuttavia, ci sono più di cento miliardi di galassie e la teoria del Big Bang sulle origini dell'universo richiede quantità uguali di materia e di antimateria. Le teorie che spiegano questa apparente asimmetria violano altre misurazioni. Se vi sia o no una quantità significativa di antimateria è una delle questioni fondamentali sull'origine e la natura dell'universo. Tutte le osservazioni effettuate sul nucleo dell'antielio fornirebbero la prova riguardo all'esistenza dell'antimateria. Nel 1999, l'AMS-01 ha stabilito un nuovo limite superiore di 10−6 per il rapporto di flusso antielio/elio nell'universo. L'AMS-02 cercherà con la sensibilità di 10−9, un miglioramento di tre ordini di grandezza rispetto all'AMS-01, sufficiente a raggiungere i confini dell'universo in espansione e risolvere definitivamente il problema.

### Materia oscura
La materia visibile nell'universo, come le stelle, arriva fino a quasi il 5 per cento della massa totale esistente, nota tramite molte altre osservazioni effettuate. L'altro 95% è formata da materia oscura, stimata intorno al 20% dell'universo, in peso, o energia oscura, che ristabilirebbe l'equilibrio. L'esatta natura di entrambe è sconosciuta. Uno dei principali candidati per la materia oscura è il neutralino. Se esistono i neutralini, essi dovrebbero essere in collisione tra loro ed emettere un eccesso di particelle cariche rilevabili tramite l'AMS-02. Eventuali picchi nel positrone di fondo, anti-protone, o flussi di raggi gamma potrebbero segnalare la presenza di neutralini o altri candidati alla materia oscura.
Dal momento della sua consegna all'ISS maggio 2011 per 18 mesi fino a dicembre 2012 AMS ha analizzato 25 miliardi di raggi cosmici scoprendo la presenza di una gran quantità di positroni. Due le possibili spiegazioni: pulsar che nelle loro veloci rotazioni emettono coppie elettroni-positroni, oppure neutralini che nelle loro collisioni dovrebbero emettere positroni ad alte energie. Ci vorranno più dati sulle alte energie per decidere la loro fonte effettiva.

### Strangelet
Sperimentalmente sono stati scoperti sei tipi di quark (up, down, strange, charmed, bottom e top), eppure tutta la materia sulla Terra è fatta di due tipi soltanto di quark (up e down). È una questione fondamentale se vi sia materia costituita di tre quark (up, down e strange). Questa materia è nota come strangelet. Gli strangelet possono avere una massa estremamente grande e rapporti di carica/massa molto piccoli. Sarebbe una forma completamente nuova di materia. l'AMS-02 potrebbe fornire una risposta definitiva in merito all'esistenza di questa materia straordinaria.

### Radiazioni nell'ambiente spaziale
Le radiazioni cosmiche sono un ostacolo significativo a un volo spaziale su Marte con equipaggio umano. Sono necessarie misurazioni scrupolose sull'ambiente attraversato dai raggi cosmici onde poter pianificare adeguate contromisure. La maggior parte degli studi sui raggi cosmici sono fatti per mezzo di strumenti portati da palloni con tempi di volo misurati in giorni; questi studi hanno mostrato variazioni significative. L'AMS-02 sarà operativo sull'ISS per una missione nominale di tre anni, raccogliendo un'immensa quantità di dati accurati e permettendo così misurazioni della variazione a lungo termine del flusso dei raggi cosmici su un campo di energia esteso, per i nuclei dai protoni al ferro.
Dopo la missione nominale, l'AMS-02 potrà continuare a fornire misurazioni sui raggi cosmici. Oltre alla comprensione di come proteggersi dalle radiazioni, condizione necessaria per poter effettuare voli spaziali umani interplanetari, questi dati consentiranno di determinare con precisione la propagazione interstellare e le origini dei raggi cosmici.

## Missione prorogata
Originariamente l'AMS-02 era stato concepito per ritornare sulla Terra su un volo shuttle dopo la prima missione e l'esaurimento del suo rifornimento di elio superfluido che serve a raffreddare il solenoide del magnete superconduttore. Questo elemento è troppo grande e pesante per ritornare dopo il ritiro dello shuttle, così ora il piano è quello di lasciare l'unità in un luogo esterno alla stazione spaziale e continuare le operazioni come rivelatore del flusso dei raggi cosmici in una missione prorogata. I rivelatori di particelle dell'AMS-02 saranno ancora in grado di rilevare le particelle senza l'ausilio del funzionamento del magnete superconduttore, grazie a una diversa configurazione di parte della strumentazione per il tracciamento delle particelle in campo magnetico. 

## Cancellazione del lancio e ripristino
Per molti anni era incerto se l'AMS-02 sarebbe mai stato lanciato nello spazio perché non era stata resa nota la possibilità di volare su uno dei rimanenti voli dello Space Shuttle. Dopo il disastro del Columbia del 2003 la NASA decise di ridurre i voli shuttle e ritirare i rimanenti shuttle entro il 2010. Un certo numero di voli vennero cancellati dal rimanente programma, compreso il volo per l'AMS-02. Nel 2006 la NASA si trovò a studiare modi alternativi per spedire l'AMS-02 verso la stazione spaziale, ma risultavano troppo costosi.
Nel maggio del 2008 venne proposto un  progetto di legge (archiviato dall'url originale il 25 novembre 2008). per lanciare l'AMS-02 verso l'ISS su un volo shuttle aggiuntivo nel 2010 o nel 2011. La legge venne approvata in seduta plenaria dalla Camera dei Rappresentanti l'11 giugno del 2008. Il disegno di legge passò poi prima al Comitato del Senato, per la scienza e i Trasporti (United States Senate Committee on Commerce, Science and Transportation) dove fu ugualmente approvato. Successivamente fu modificato e approvato unanimemente dal Senato il 25 settembre del 2008, passando poi di nuovo alla Camera il 27 settembre del 2008 e infine firmato dal presidente George W. Bush il 15 ottobre del 2008. La legge autorizzava la NASA ad aggiungere un volo space shuttle alla lista prima che il programma dello space shuttle cessasse. Nel gennaio del 2009 la NASA modificò l'AMS-02 per poterlo inserire nella navetta spaziale. Il 16 maggio 2011 venne lanciato con la missione shuttle STS-134.

## Ulteriori letture
- J. Sandweiss, Overview of strangelet searches and Alpha Magnetic Spectrometer: when will we stop searching?, in J. Phys. G: Nucl. Part. Phys., vol. 30, 2004,  pp. S51–S59, DOI:10.1088/0954-3899/30/1/004.